# Нил Макдона
Нил Макдона (енгл. Neal McDonough; Дорчестер, Масачусетс, 13. фебруар 1966), амерички је позоришни, филмски и ТВ глумац.
Глумио је у бројним филмовима и серијама, а прве значајније улоге за Макдону су филмови Анђели на крају поља (1994) и Звездане стазе: Први контакт (1996), а истакао се и у серијама Квантни скок и Војни адвокати. Током 2000-их, Макдонина каријера је почела да напредује — на списку његових улога појавили су се прво серија Браћа по оружју, па филмови као што су Сувишни извештај, Ходати усправно, Чувар, Заставе наших очева, 88 минута, Издајник, Улични борац: Легенда о Чун-Ли. Једно од његових најуспешнијих улога је филмска адаптација стрипа о суперхероју Први осветник: Капетан Америка, где игра улогу Дум-Дум Дугана.  